# Andouillette

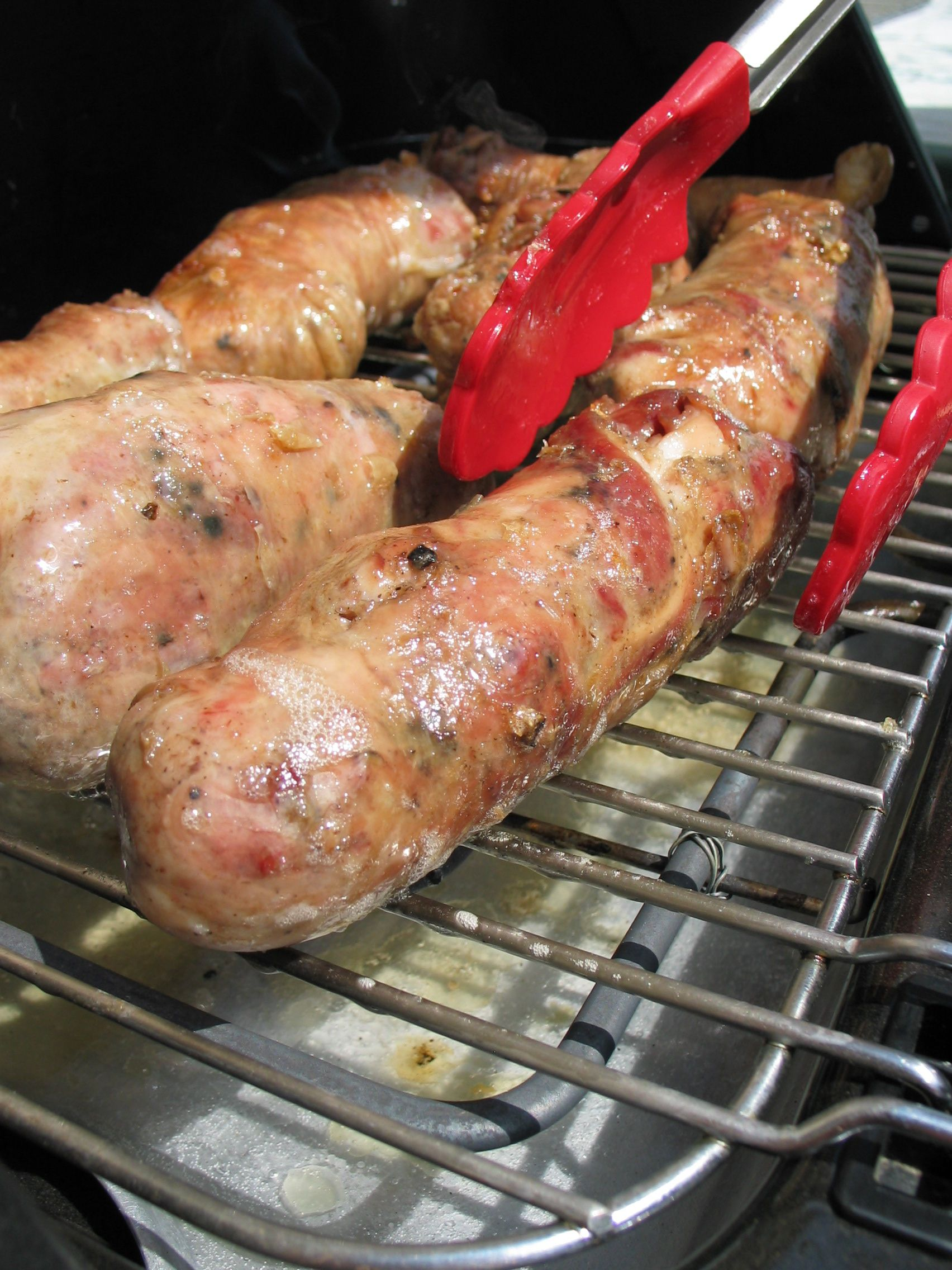
Andouillettes w trakcie grillowania

Andouillette – rodzaj francuskiej kiełbasy wytwarzanej z pokrojonych podrobów wieprzowych lub cielęcych zawiniętych w jelito.

## Opis
Kiełbasa doprawiana jest solą, pieprzem, cebulą i ziołami. Przyrządzanie andouillette polega na kilkugodzinnym gotowaniu na wolnym ogniu. Przeciętna kiełbasa ma od 10 do 15 cm długości i waży 150–180 g.
Andouillette spożywać można na zimno bądź ciepło (grillowaną lub podgotowaną). Czasem podaje się ją z dodatkiem musztardy, crème fraîche, wina czy szalotki.
Istnieje wiele regionalnych odmian kiełbasy, m.in. andouillette de Troyes (z Troyes) z jelit i żołądków wieprzowych, andouillette lyonnaise (lyońska) z podrobów cielęcych lub mieszanki obu, czy andouillette de Jargeau (z Jargeau) z podrobów i mięsa wieprzowego. 

## Historia
Najstarsza wzmianka o andouillette pochodzi z Troyes z 1590 roku, jednak przez wieki jej receptura zmieniła się znacząco. Według Dictionnaire des aliments z 1750 roku kiełbasę wyrabiano z mielonego mięsa cielęcego i boczku, zmieszanych z żółtkami jaj. W Dictionnaire de Trévoux z 1771 roku mowa o kulkach z mięsa cielęcego lub rybnego uformowanych na kształt petites andouilles („małych andouille”). Z kolei w Le parfait charcutier z 1815 roku przepis na andouillette wspomina o nadziewanych plastrach mięsa wołowego zwiniętych w rulony. Dopiero w latach 1830–1840 pod nazwą tą zaczęto rozumieć produkt z podrobów, najpierw cielęcych, z czasem coraz częściej uzupełnianych czy zastępowanych wieprzowymi.
W drugiej połowie XX wieku powstała organizacja Association Amicale des Amateurs d'Andouillette Authentique (AAAAA) skupiająca m.in. krytyków gastronomicznych i restauratorów, której celem jest zapewnienie wysokiej jakości andouillettes, przyznająca wyróżnienia najlepszym producentom.